# Daltonia plicata
Daltonia plicata är en bladmossart som beskrevs av Potier de la Varde 1955. Daltonia plicata ingår i släktet Daltonia och familjen Daltoniaceae. Inga underarter finns listade i Catalogue of Life.